# Euphorbia tenuispinosa
Euphorbia tenuispinosa är en törelväxtart som beskrevs av Alexander Gilli. Euphorbia tenuispinosa ingår i släktet törlar, och familjen törelväxter.

## Underarter
Arten delas in i följande underarter:
- E. t. robusta
- E. t. tenuispinosa